# Mitteregg, Knežova
Mitteregg je naselje v Občini Knežova v Okraju Trg na Koroškem v Avstriji.